# Ormen - La frusta del sesso
Ormen - La frusta del sesso (Ormen) è un film drammatico svedese del 1966 diretto da Hans Abramson, basato sull'omonimo romanzo di Stig Dagerman.

## Trama
Durante il servizio militare nasce la storia d'amore tra Irene e Bill. Quest'ultimo, durante un'esercitazione, assiste all'attacco di un serpente al suo superiore, il sergente Bohman.

## Riconoscimenti
- 1966 - Guldbagge
  - Miglior attrice a Christina Schollin